# Матчи сборной Москвы по футболу (1958)
Сезон 1958 года стал 39-м в истории сборной Москвы по футболу.
В нём сборная провела 3 официальных матча — все товарищеские международные.

## Классификация матчей
По установившейся в отечественной футбольной истории традиции официальными принято считать матчи первой сборной с эквивалентным по статусу соперником (сборные городов, а также регионов и республик); матчи с клубами Москвы и других городов составляют отдельную категорию матчей.
Международные матчи также разделяются на две категории: матчи с соперниками топ-уровня (в составах которых выступали футболисты, входящие в национальные сборные либо выступающие в чемпионатах (лигах) высшего соревновательного уровня своих стран — как профессионалы, так и любители) и (в основном, в период 1920-х — 1930-х годов) международные матчи с так называемыми «рабочими» командами (состоявшими, как правило, из любителей невысокого уровня) и им подобными.
В связи с существовавшей с 1950-х годов в СССР практикой выступления национальной сборной в ряде матчей под названием «сборная Москвы» (или «сборная клубов Москвы»), такие матчи также относятся к двум категориям: матчи фактически сборной Москвы (в составе команды, за исключением, возможно, одного-двух игроков, выступали футболисты московских клубов) и, соответственно, матчи условно сборной Москвы.

## Статистика сезона
| 1958       |                            |     |
| МН 42      | Москва — Берлин            | 4:0 |
| МН 43      | Москва — «Гвардия» Варшава | 3:0 |
| МН 44      | Москва — «Минёр» Димитрово | 4:0 |
| Итого      |                            |     |
| И В Н П М  |                            |     |
| 3 0 11 − 0 |                            |     |

## Официальные матчи

### 195. Москва — Берлин[5]— 4:0
Международный товарищеский матч 42 (отчет). 
| Москва                               | 4:0 | Берлин |
| ------------------------------------ | --- | ------ |
| - Стрельцов 8′ 27′ 35′ - А.Ильин 16′ |     |        |

| Игрок                       | Клуб          |                 | Вышел на замену | Гол  |
| --------------------------- | ------------- | --------------- | --------------- | ---- |
| Яшин, Лев                   | «Динамо»      |                 | 10              | (-9) |
|                             |               |                 |                 |      |
| Огоньков, Михаил            | «Спартак»     |                 | 7               |      |
| Крижевский, Константин      | «Динамо»      |                 | 9               |      |
| Кузнецов, Борис             | «Динамо»      |                 | 4               |      |
|                             |               |                 |                 |      |
| Войнов Юрий                 | «Динамо» Киев |                 | 1               |      |
| Нетто, Игорь                | «Спартак»     |                 | 10              | 2    |
|                             |               |                 |                 |      |
| Метревели, Слава            | «Торпедо»     | 46'             | 1               |      |
| Иванов, Валентин            | «Торпедо»     |                 | 5               | 4    |
| Стрельцов, Эдуард           | «Торпедо»     | Гол · Гол · Гол | 6               | 5    |
| Фалин, Юрий                 | «Торпедо»     |                 | 1               |      |
| Ильин, Анатолий             | «Спартак»     | Гол             | 15              | 4    |
| Замена                      |               |                 |                 |      |
| Апухтин, Герман             | ЦСК МО        | 46'             | 1               |      |
| Тренер                      |               |                 |                 |      |
| Качалин, Гавриил Дмитриевич |               |                 | 8               |      |

| Берлин     |  |
| ---------- |  |
| Тиле       |  |
|            |  |
| Дорнер     |  |
| Цапф       |  |
| Франке     |  |
|            |  |
| Унгер      |  |
| Вольф      |  |
|            |  |
| Гел.Мюллер |  |
| Шрётер     |  |
| Трёгер     |  |
| М.Кайзер   |  |
| Клингбайль |  |

### 196. Москва — «Гвардия» Варшава — 3:0
Международный товарищеский матч 43 (отчет). 
| Москва                                                    | 3:0 | «Гвардия» Варшава |
| --------------------------------------------------------- | --- | ----------------- |
| - Сальников 39′ 86' (пен.) - В.Иванов 53′ - Стрельцов 75′ |     |                   |

| Игрок                       | Клуб          |     | Вышел на замену | Гол  |
| --------------------------- | ------------- | --- | --------------- | ---- |
| Яшин, Лев                   | «Динамо»      |     | 11              | (-9) |
|                             |               |     |                 |      |
| Огоньков, Михаил            | «Спартак»     |     | 8               |      |
| Кесарев, Владимир           | «Динамо»      |     | 1               |      |
| Кузнецов, Борис             | «Динамо»      |     | 5               |      |
|                             |               |     |                 |      |
| Войнов Юрий                 | «Динамо» Киев |     | 2               |      |
| Царёв, Виктор               | «Динамо»      |     | 1               |      |
|                             |               |     |                 |      |
| Татушин Борис               | «Спартак»     |     | 10              | 2    |
| Иванов, Валентин            | «Торпедо»     | Гол | 6               | 5    |
| Стрельцов, Эдуард           | «Торпедо»     | Гол | 7               | 6    |
| Сальников, Сергей           | «Спартак»     | Гол | 16              | 5    |
| Ильин, Анатолий             | «Спартак»     |     | 16              | 4    |
| Тренер                      |               |     |                 |      |
| Качалин, Гавриил Дмитриевич |               |     | 9               |      |

| Стефанишин     |                 |
|                |                 |
| Возняк         |                 |
| Марушкевич     |                 |
| Бжозовский     | Заменён         |
|                |                 |
| Р.Висневский   |                 |
| Э.Шажинский    | Заменён         |
|                |                 |
| Гавроньский    |                 |
| Б.Левандовский |                 |
| Хахорек        |                 |
| З.Шажинский    |                 |
| Башкевич       |                 |
| Замены         |                 |
| Ковальский     | Вышел на замену |
| Пачковский     | Вышел на замену |

### 197. Москва — «Минёр» Димитрово — 4:0
Международный товарищеский матч 44 (отчет). 
| Москва                                 | 4:0 | «Минёр» Димитрово |
| -------------------------------------- | --- | ----------------- |
| - В.Иванов 43′ 55′ 63′ - Сальников 75′ |     |                   |

| Игрок                       | Клуб          |                 | Вышел на замену | Гол  |
| --------------------------- | ------------- | --------------- | --------------- | ---- |
| Яшин, Лев                   | «Динамо»      |                 | 12              | (-9) |
|                             |               |                 |                 |      |
| Кесарев, Владимир           | «Динамо»      |                 | 2               |      |
| Крижевский, Константин      | «Динамо»      |                 | 10              |      |
| Кузнецов, Борис             | «Динамо»      |                 | 6               |      |
|                             |               |                 |                 |      |
| Войнов Юрий                 | «Динамо» Киев |                 | 3               |      |
| Царёв, Виктор               | «Динамо»      |                 | 2               |      |
|                             |               |                 |                 |      |
| Апухтин, Герман             | ЦСК МО        |                 | 2               |      |
| Иванов, Валентин            | «Торпедо»     | Гол · Гол · Гол | 7               | 8    |
| Симонян, Никита             | «Спартак»     |                 | 5               | 5    |
| Сальников, Сергей           | «Спартак»     | Гол             | 17              | 6    |
| Ильин, Анатолий             | «Спартак»     |                 | 17              | 4    |
| Тренер                      |               |                 |                 |      |
| Качалин, Гавриил Дмитриевич |               |                 | 10              |      |

| «Минёр» Димитрово |  |
| ----------------- |  |
| А.Илиев           |  |
|                   |  |
| Евстатиев         |  |
| Лозанов           |  |
| Василев           |  |
|                   |  |
| Пушев             |  |
| Драгомиров        |  |
|                   |  |
| Данчев            |  |
| Романов           |  |
| Аргиров           |  |
| Бачев             |  |
| Павлов            |  |